# Paramphiascopsis
Paramphiascopsis är ett släkte av kräftdjur. Paramphiascopsis ingår i familjen Diosaccidae.
Kladogram enligt Catalogue of Life:
| Paramphiascopsis | \| \| Paramphiascopsis ekmani \| \| \| \| \| \| Paramphiascopsis giesbrechti \| \| \| \| \| \| Paramphiascopsis longirostris \| \| \| \| \| \| Paramphiascopsis pallidus \| \| \| \| \| \| Paramphiascopsis paromolae \| \| \| \| \| \| Paramphiascopsis soyeri \| \| \| \| \| \| Paramphiascopsis triarticulatus \| \| \| \| |
|                  | \| \| Paramphiascopsis ekmani \| \| \| \| \| \| Paramphiascopsis giesbrechti \| \| \| \| \| \| Paramphiascopsis longirostris \| \| \| \| \| \| Paramphiascopsis pallidus \| \| \| \| \| \| Paramphiascopsis paromolae \| \| \| \| \| \| Paramphiascopsis soyeri \| \| \| \| \| \| Paramphiascopsis triarticulatus \| \| \| \| |
|                  | Paramphiascopsis ekmani |
|                  | |
|                  | Paramphiascopsis giesbrechti |
|                  | |
|                  | Paramphiascopsis longirostris |
|                  | |
|                  | Paramphiascopsis pallidus |
|                  | |
|                  | Paramphiascopsis paromolae |
|                  | |
|                  | Paramphiascopsis soyeri |
|                  | |
|                  | Paramphiascopsis triarticulatus |
|                  | |